# Isla Los Patos, Mexiko
Isla Los Patos är en ö i Mexiko. Den ligger i bukten Bahía Ohuira och tillhör kommunen Ahome i delstaten Sinaloa, i den västra delen av landet. Arean är 0,27 kvadratkilometer.